# 도부 철도

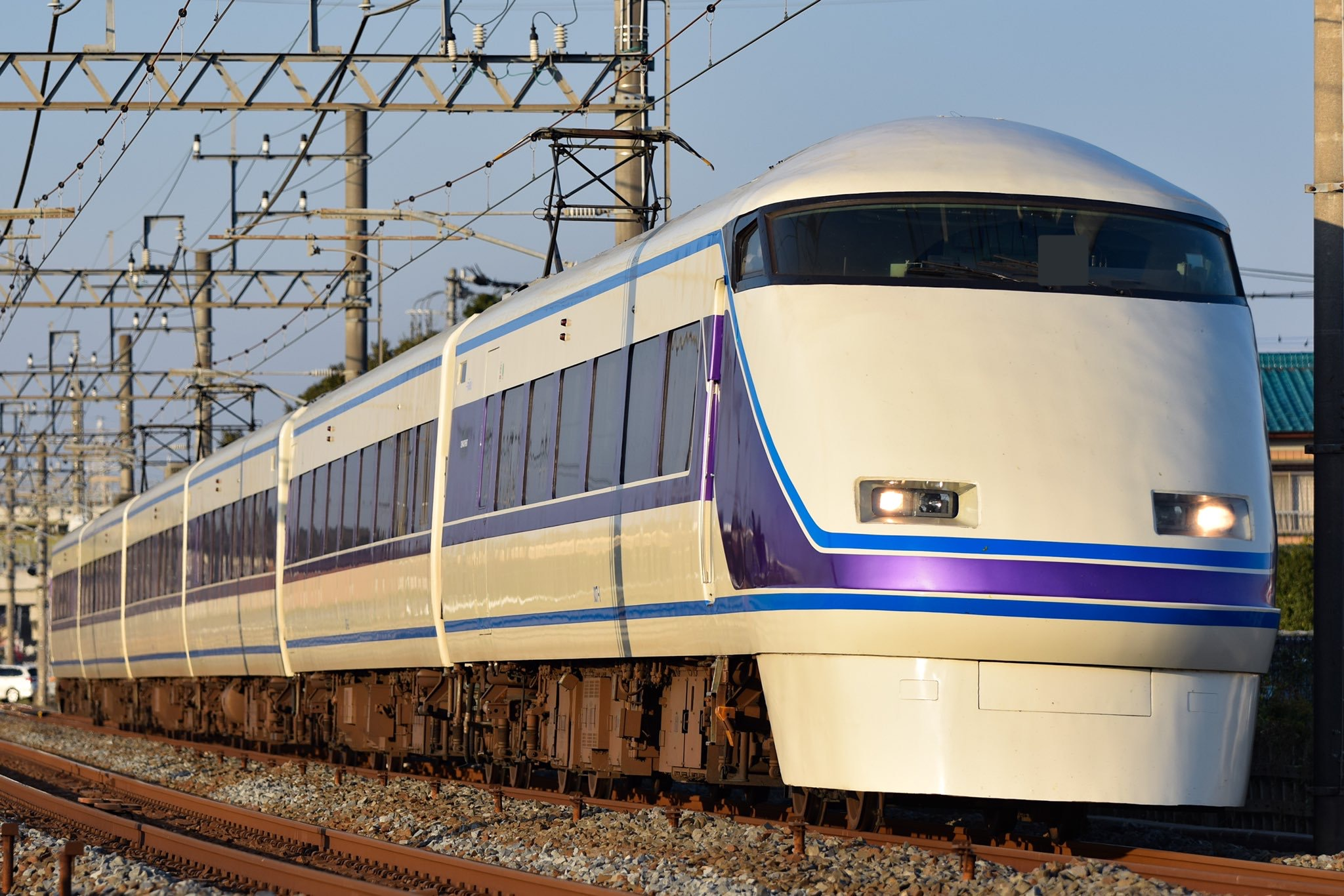
스페시아에 사용되는 도부 100계

도부 철도 주식회사, 또는 토부철도주식회사(일본어: 東武鉄道株式会社)는 일본의 간토 지방에 노선을 갖고 있는 민간 전철 회사이다. 일본의 대규모 사철중 하나이며, 후요 그룹에 속한다. 보통 도부(토부)로 줄여 부른다.
도쿄도, 사이타마현, 지바현, 도치기현, 군마현의 노선에서 여객 수송과 관련 사업을 하고 있으며, 아사쿠사 역을 기점으로 하는 도부 이세사키 선(이세사키 선, 닛코 선 등) 계통과 이케부쿠로 역을 기점으로 하는 도부 도조 선(도조 본선 및 오고세 선) 계통으로 나뉜다.
영업 거리는 모두 463.3km로, 간토 지방의 사철 회사 중에서 총 영업거리가 가장 길며, 일본 전체에서도 긴키 닛폰 철도 다음으로 길다.
대중교통, 유통, 주택, 레저 등의 관련 회사들로 구성되는 "도부 그룹"의 주요 기업이기도 하다.

## 노선

### 도부 이세사키 선 (東武伊勢崎線) 계통
- 이세사키 선: 아사쿠사 역 - 이세사키 역 (114.5 km)
- 닛코 선: 도부도부쓰코엔 역 - 도부닛코 역 (94.5 km)
- 가메이도 선: 히키후네 역 - 가메이도 역 (3.4 km)
- 다이시 선: 니시아라이 역 - 다이시마에 역 (1.0 km)
- 노다 선: 오미야 역 - 후나바시 역 (62.7 km)
- 사노 선: 다테바야시 역 - 구즈 역 (22.1 km)
- 기류 선: 오타 역 - 아카기 역 (20.3 km)
- 고이즈미 선: 다테바야시 역 - 니시코이즈미역, 오타 역 - 히가시코이즈미역 (18.4 km)
- 우쓰노미야 선: 신토치기 역 - 도부우쓰노미야 역 (24.3 km)
- 기누가와 선: 시모이마이치 역 - 신후지와라 역 (16.2 km)

### 도부 도조 선 (東武東上線) 계통
- 도조 본선: 이케부쿠로 역 - 요리이 역 (75.0 km)
- 오고세 선: 사카도 역 - 오고세 역 (10.9 km)

## 차량

### 급행 형
- 100계 스페이시아
- 200계·250계 료모
- 300계·350계 키리후리
- 1800계
- 6050계

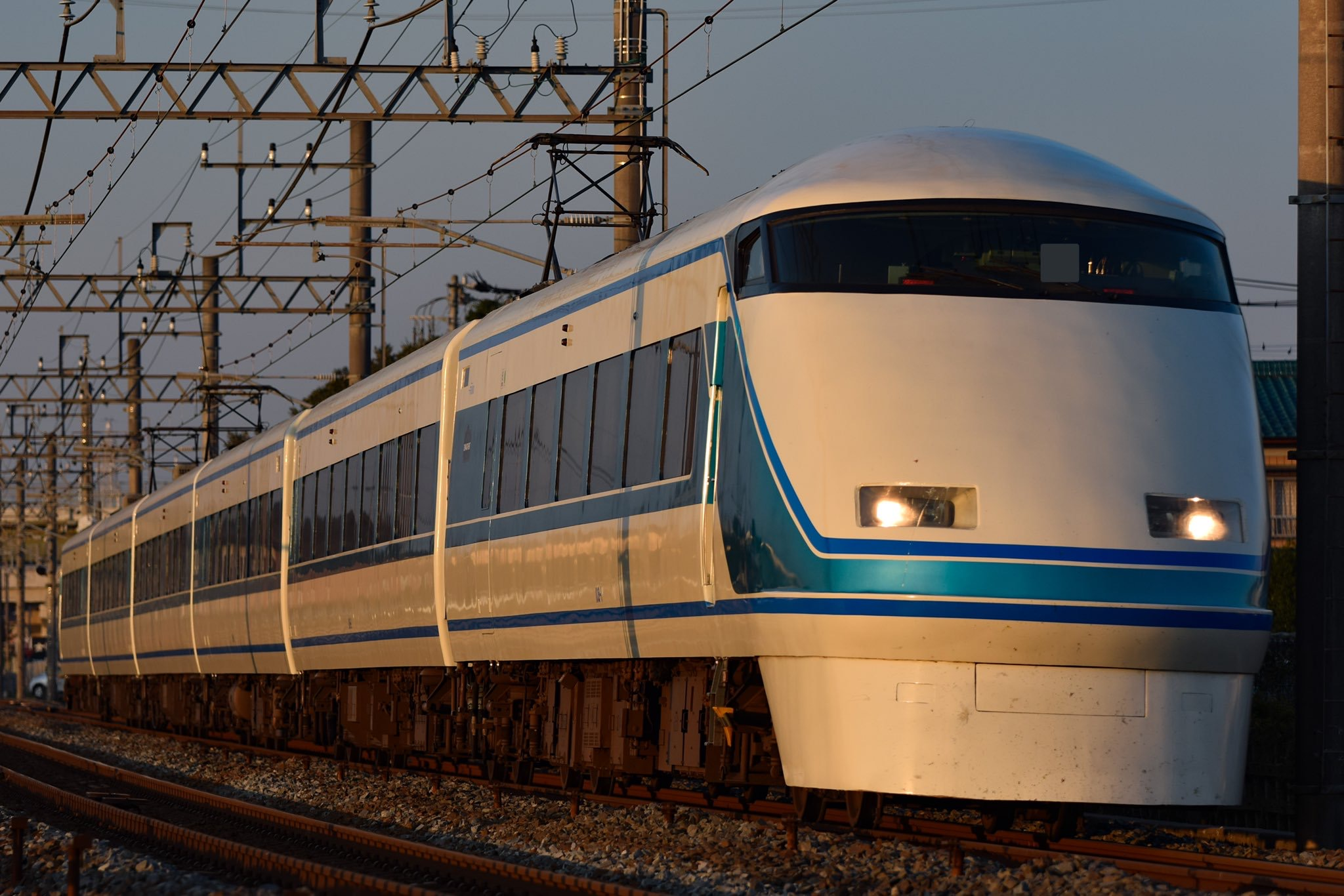
100계
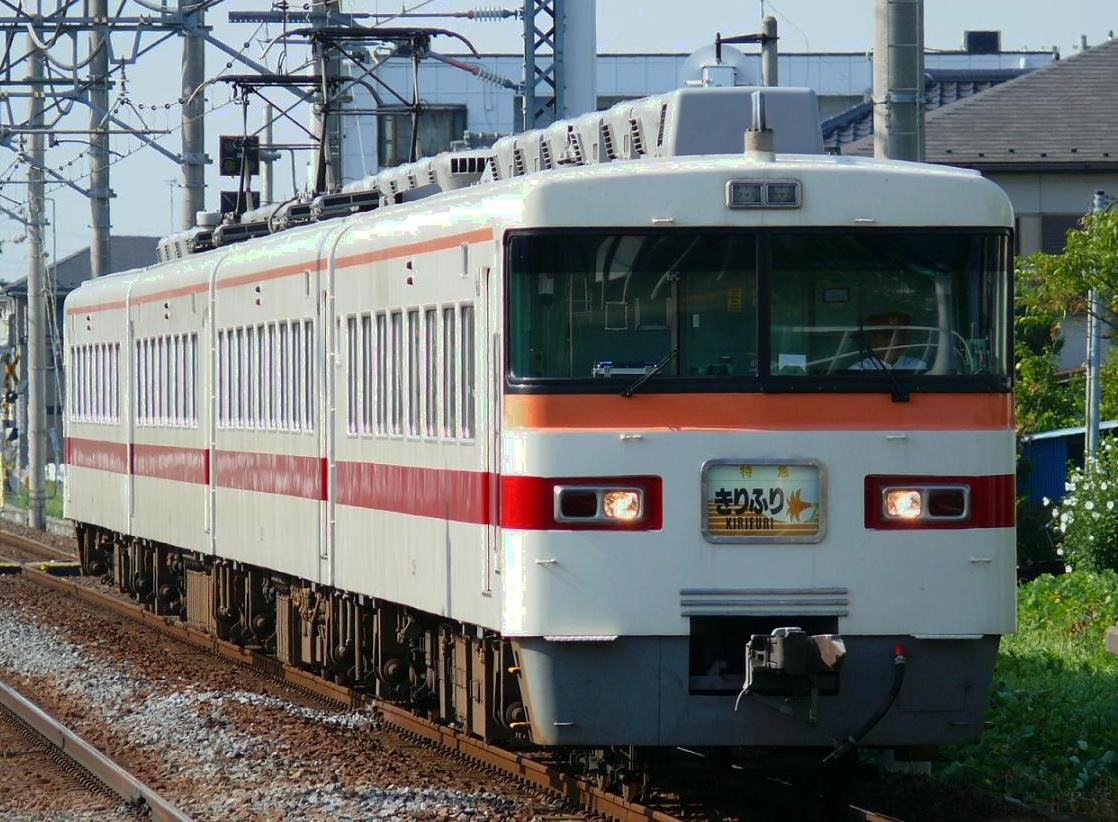
300/350계
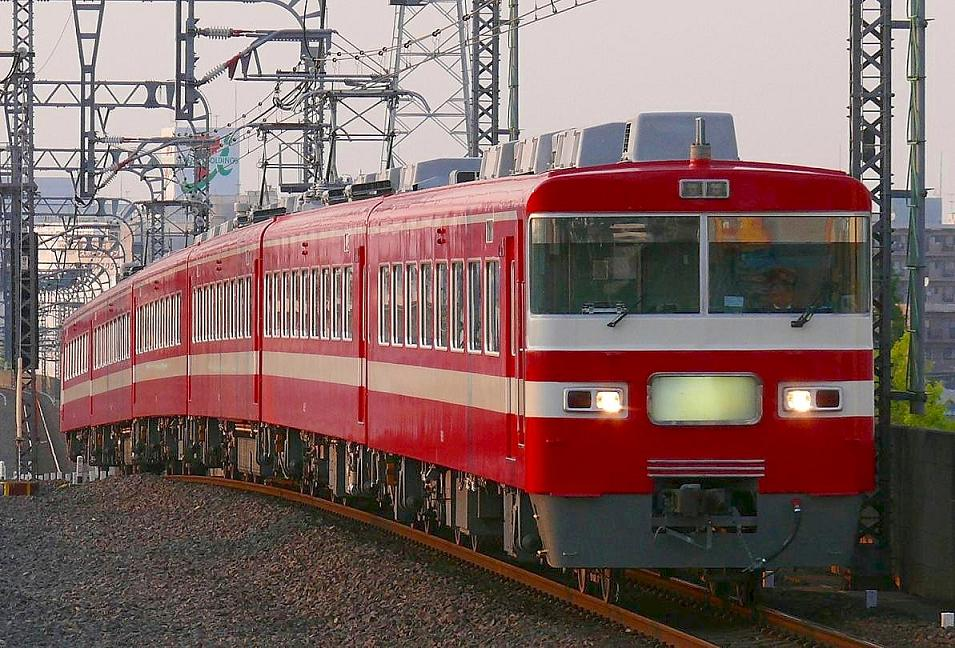
1800계

### 통근 형
- 8000계·800계·850계
- 9000계·9050계 (1981년 출시)
- 10000계·10030계·10050계·10080계 (1983년 출시)
- 20000계 (1988년 출시)
- 30000계 (1996년 출시)
- 50000계·50050계·50070계 (2005년 출시)
- 60000계

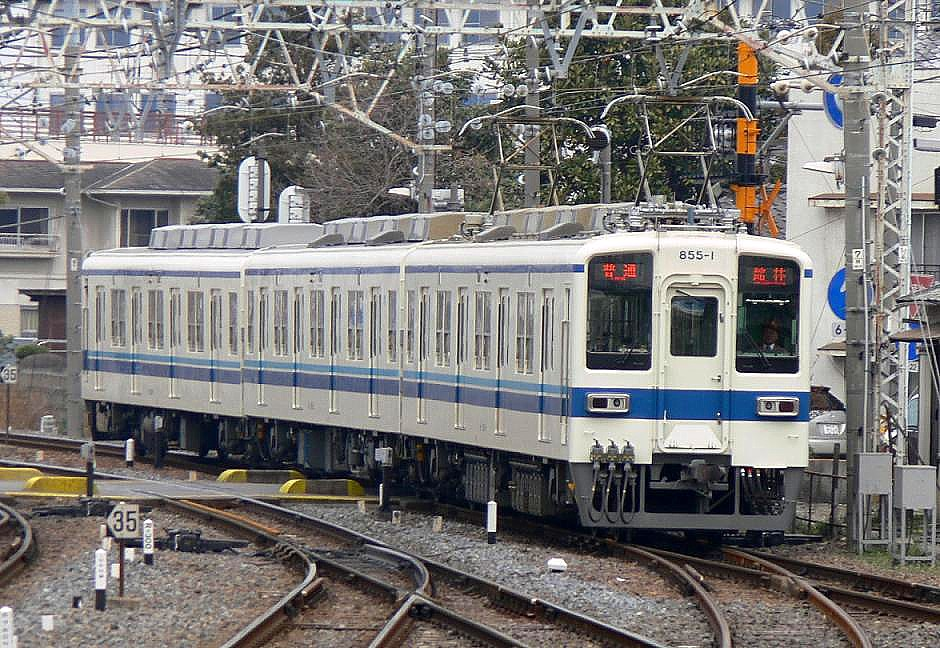
850계
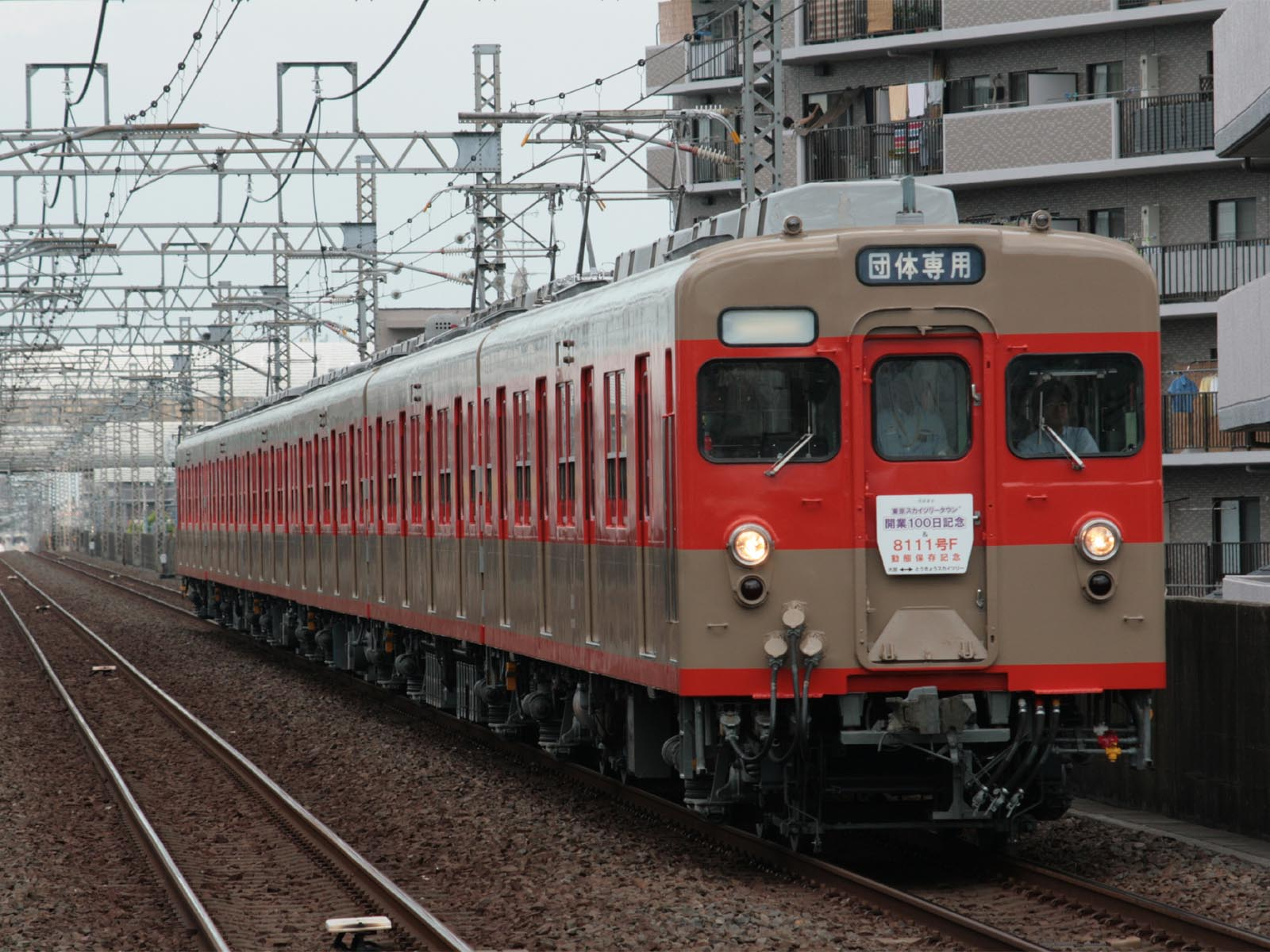
8000계(도부 박물관 보유)
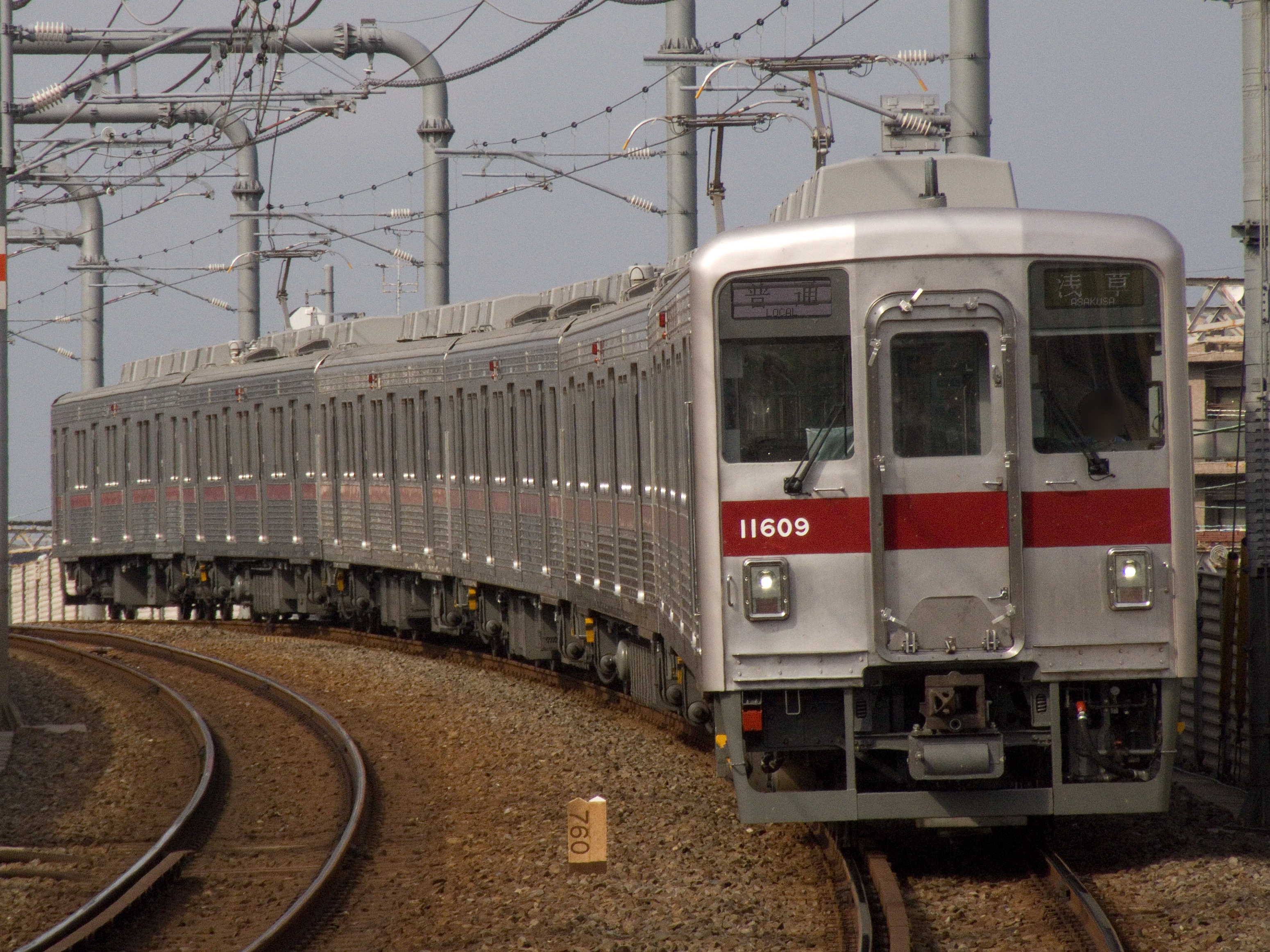
10000계
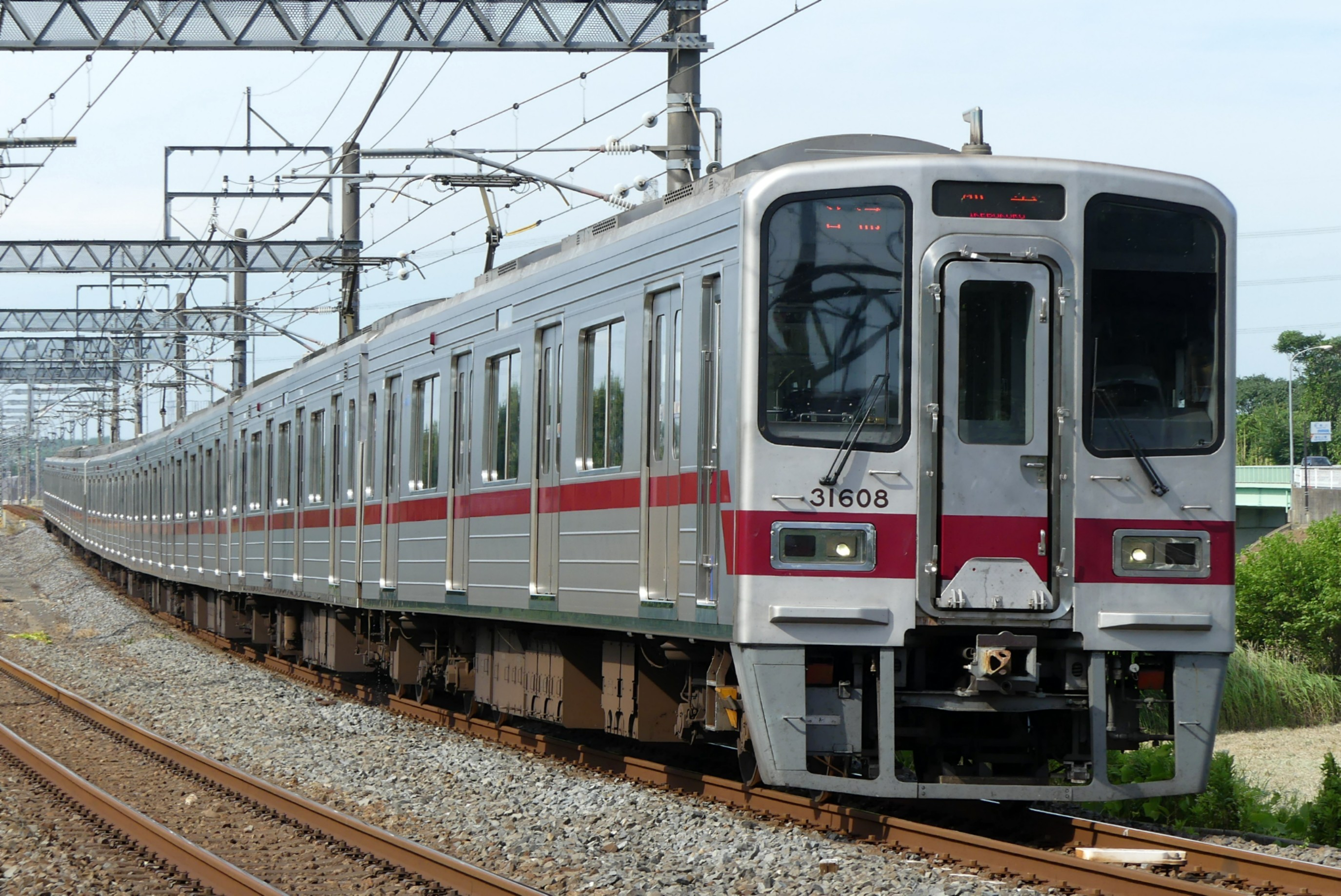
30000계
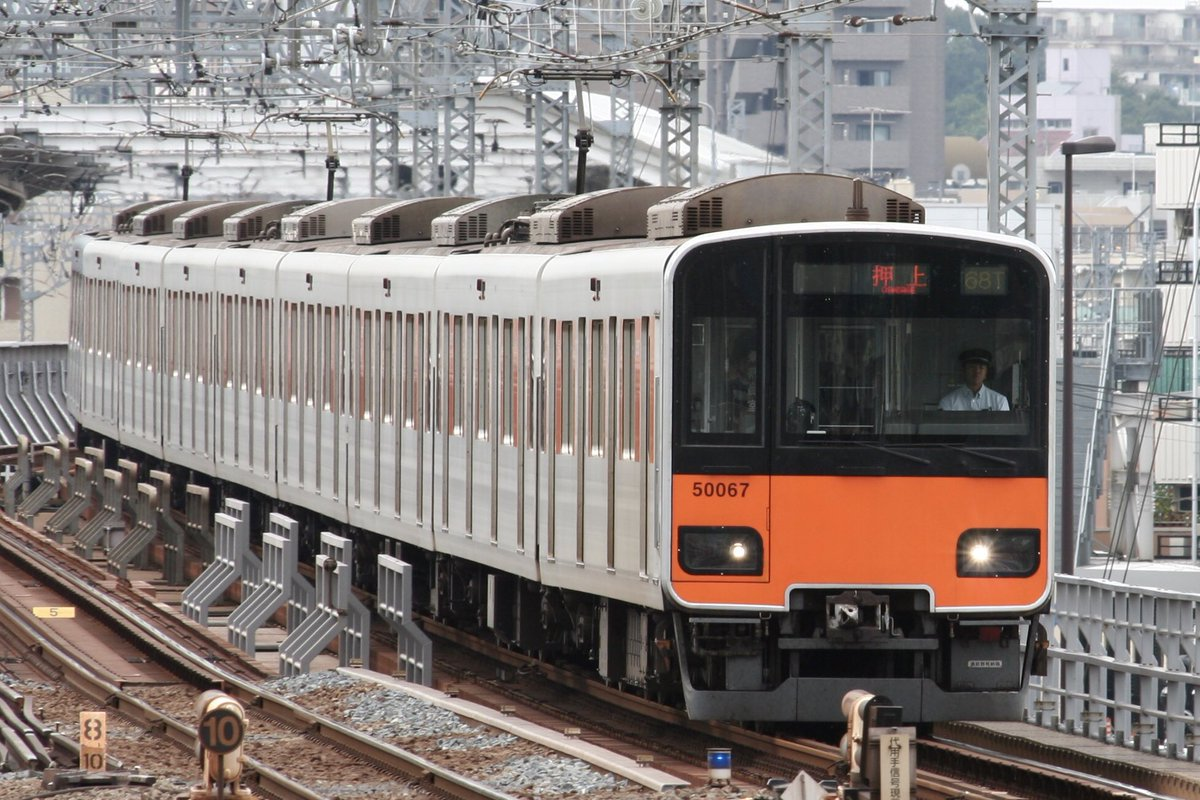
50000계
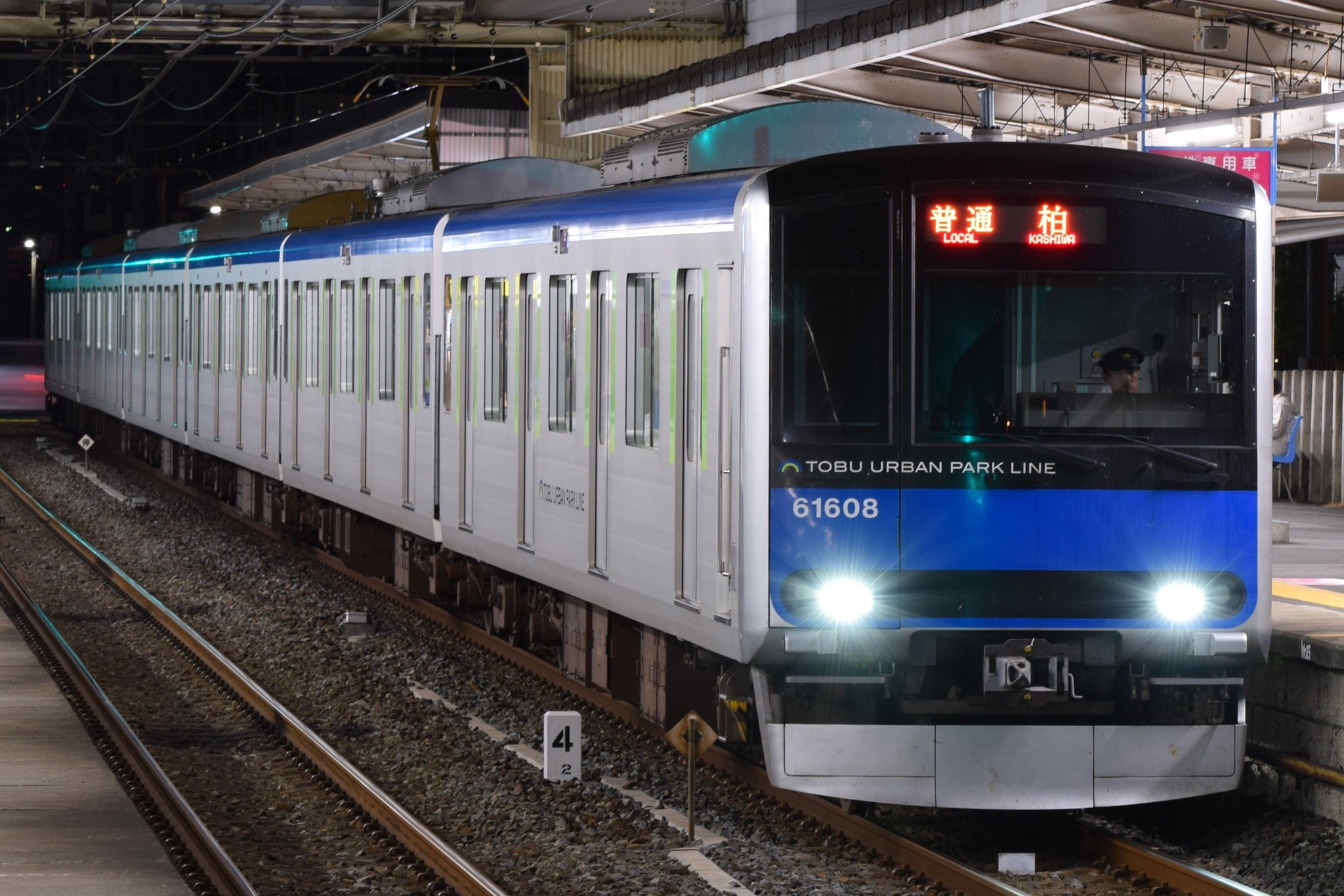
60000계